# Hochhaus an der Weberwiese
Das Hochhaus an der Weberwiese ist ein denkmalgeschütztes Wohnhaus in der Marchlewskistraße 25 im Berliner Ortsteil Friedrichshain. Es gilt als erstes sozialistisches Haus in Berlin, wurde größtenteils aus wiederverwendeten Ziegelsteinen der Enttrümmerung errichtet und am 1. Mai 1952 den zukünftigen Bewohnern feierlich übergeben.

## Architektur

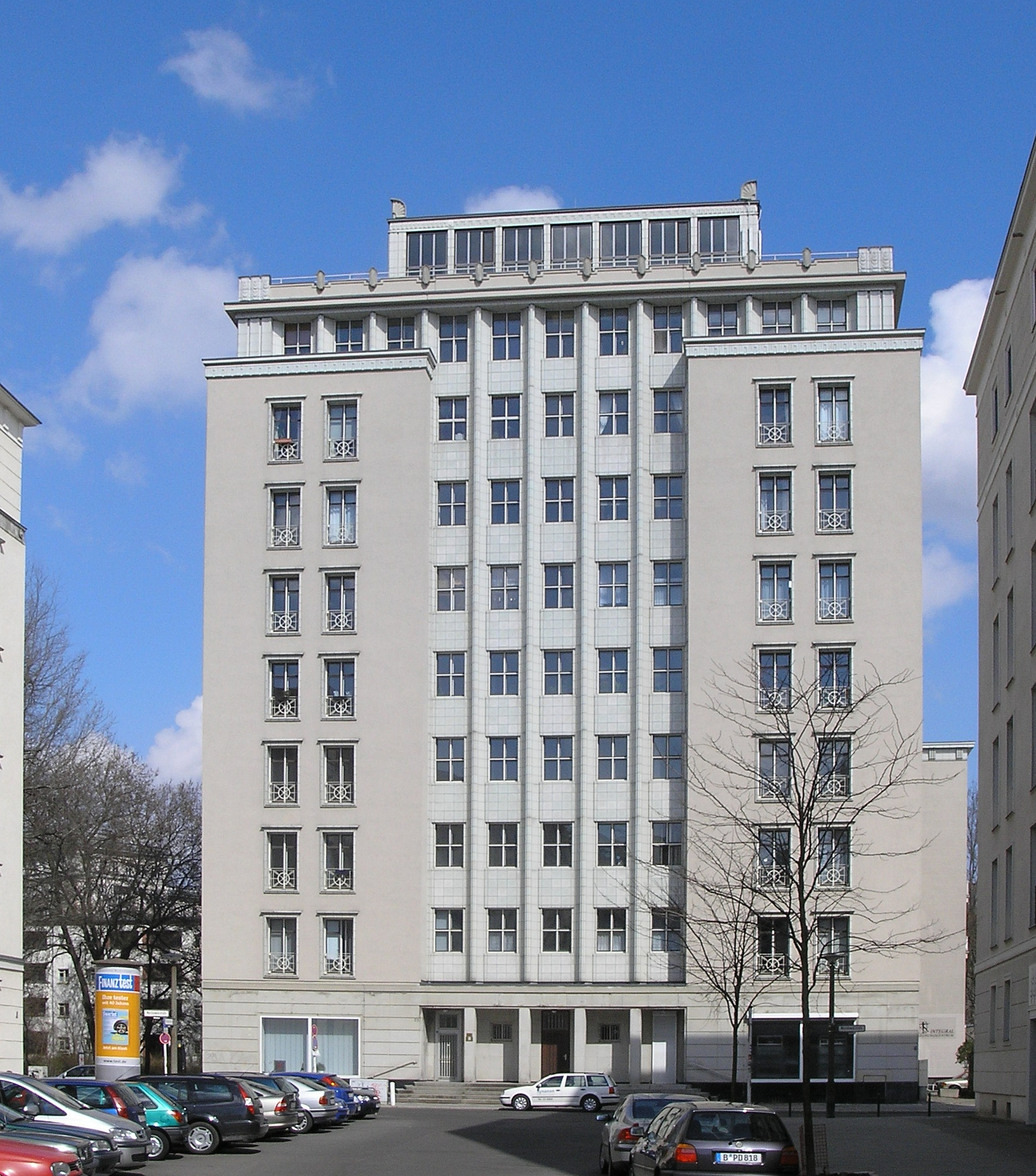
Straßenseite des Hochhauses

Das Hochhaus an der Weberwiese ist ein 35 Meter hohes neungeschossiges Gebäude. Der rechteckige Körper zeigt an beiden Achsen Symmetrien, die sich ebenfalls am Außenbau abzeichnen. Bis zum siebten Stockwerk fassen verputzte Eckausbildungen den eigentlichen, rippenartig gegliederten Körper ein. Am achten Obergeschoss tritt die Verkleidung aus hochwertigen weißen Keramikplatten und -schmuckelementen aus der Meißener Porzellan-Manufaktur ringsum frei hervor. Darüber liegt die von einer Balustrade umgebene Dachterrasse. In deren Mitte steht ein laternenartiger Aufbau mit Eckakroterien.
Die acht Obergeschosse enthalten je vier um ein inneres Treppenhaus gruppierte, 96 Quadratmeter große Drei-Raum-Wohnungen mit Küche und Abstellkammer. Zusammen mit dem Dachgeschoss sind es insgesamt 33 Wohnungen. Das Erdgeschoss beherbergt Ladenflächen. Das Architektenkollektiv um Hermann Henselmann griff Elemente des Schinkelschen Klassizismus auf, die es variierte und den Eigenheiten eines Hochhauses anpasste. Mit der Gestaltung und Ausführung der Kunstschmiedearbeiten (Fenstergitter, Dachbalustrade, Heizkörperverkleidungen) wurde Fritz Kühn beauftragt.
Aus Sicht des 21. Jahrhunderts mutet der Begriff Hochhaus für dieses 35 Meter hohe Gebäude nicht mehr zeitgemäß an. Jedoch werden die Festlegungen der deutschen Bauordnungen erfüllt, da es ein Haus ist, bei dem „der Fußboden mindestens eines Aufenthaltsraumes mehr als 22 Meter über der Geländeoberfläche“ liegt.

## Hintergründe und Geschichte der Entstehung

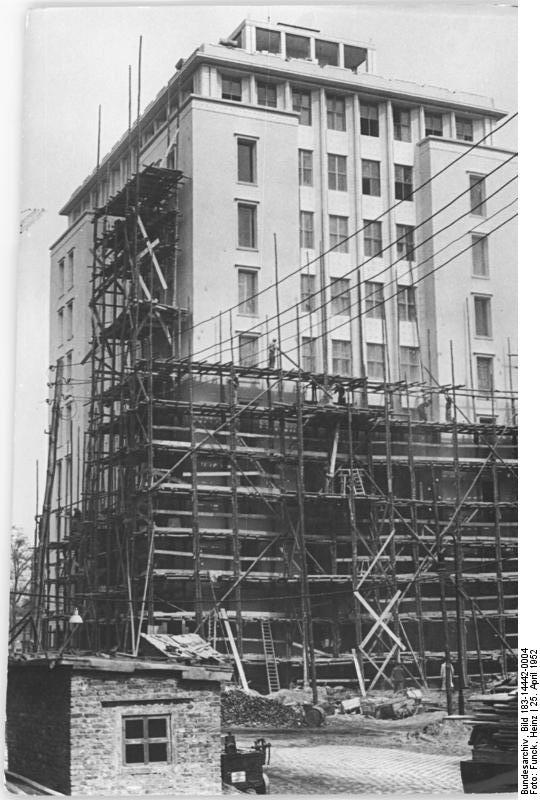
Die Gerüst-Abrissarbeiten am Hochhaus Weberwiese sind fast beendet (Südseite), 25. April 1952

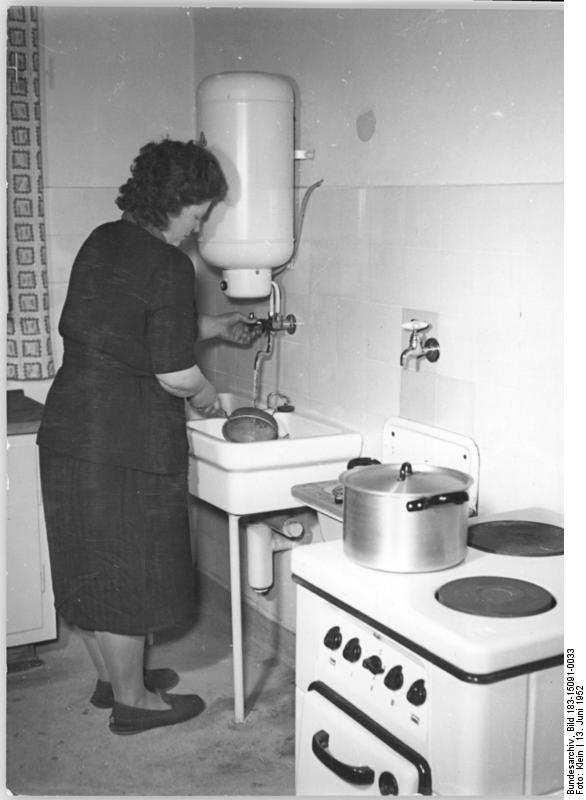
Beispiel der originalen Küchenausstattung

Das Hochhaus an der Weberwiese sollte als Leitbau für die unmittelbar benachbarte Stalinallee dienen, also deren architektonische Richtlinien verpflichtend vorgeben. Die ersten Entwürfe aller beteiligten Architekten für den Bereich folgten dem Stil der Moderne. Dann kam aus der Sowjetunion die als Anordnung zu verstehende Empfehlung, bei städtebaulichen Projekten die nationalen und regionalen Bautraditionen zu studieren und ihre typischen Charakteristika in Gestaltung und Gliederung der Neubauten und ihrer Fassaden aufzunehmen. Sachliche, funktionalistische Architektur, etwa in der Tradition des Bauhauses, galt als bourgeois, dekadent und formalistisch (Betonung der äußeren Gestalt).
Die Partei- und Staatsführung verwarf darauf alle bisherigen Planungen und verlangte von den drei Architektenkollektiven um Hermann Henselmann, Hanns Hopp und Richard Paulick, innerhalb von acht Tagen neue Konzepte für das Haus vorzulegen. Bei der Präsentation strich Henselmann wortreich die architektonische Anlehnung an Karl Friedrich Schinkel hervor. Sein Klassizismus konnte einerseits als typisch für Berlin und somit als in der regionalen und nationalen Bautradition verwurzelt gelten, andererseits war auch die Billigung der sowjetischen Experten sicher, da der Russische Klassizismus in vergleichbarer Weise wichtigstes Vorbild des Sozialistischen Klassizismus war. Außerdem bevorzugte Josef Stalin diesen repräsentativen Stil. Im August 1951 entschieden sich das Politbüro der SED und der Magistrat von Ost-Berlin für den Entwurf der Gruppe Henselmann.
Neben der rein architektonischen Vorbildfunktion kam dem Hochhaus eine wichtige Propaganda-Aufgabe zu. Es sollte als herausragendes Beispiel für den Standard künftigen Wohnungsbaus dienen und damit Enthusiasmus, Leistungsbereitschaft und Zuversicht wachrufen. Das Hochhaus sollte als steingewordenes Versprechen den angestrebten Lebensstandard und damit die Überlegenheit des Sozialismus augenfällig demonstrieren. Aus diesen Gründen wurden die Wohnungen nach den Maßstäben der Zeit aufsehenerregend großzügig ausgestattet und erhielten beispielsweise ohne Ausnahme Wechselsprechanlagen, Telefone und Einbauküchen mit Elektroherden. Ein Fahrstuhl und die Zentralheizung dienten der Bequemlichkeit. Die Gemeinschaftsantenne stand für die gerade entstandene Fernsehtechnik. Durch die aufwendige Ausstattung wurde der Bau deutlich teurer als herkömmliche Wohngebäude. Während das DDR-Ministerium für Aufbau normalerweise 10.000 DDR-Mark Baukosten je Wohnung veranschlagte, betrugen sie hier trotz aller Einsparungsversuche über 90.000 Mark, weshalb die Vorbildfunktion des Bauwerks volkswirtschaftlich problematisch wurde, aber dennoch nicht in Abrede gestellt wurde.

## Bau und Fertigstellung
Die Grundsteinlegung erfolgte am 1. September 1951 durch den Ost-Berliner Oberbürgermeister Friedrich Ebert. Die Bauarbeiten begannen am 12. Oktober und wurden ohne Unterbrechung bei jedem Wetter und rund um die Uhr fortgesetzt, nachts bei künstlicher Beleuchtung durch 20 Flutscheinwerfer. In das Mauerwerk wurden große Anteile alter, bei der Enttrümmerung zerstörter Häuser wiedergewonnener Ziegelsteine eingearbeitet. Die Säulen am Hauseingang stammen aus der abgetragenen Reichskanzlei.
Bei der Trümmerbeseitigung und den Bauarbeiten in der näheren Umgebung, durch das NAW organisiert, wurde auch ein Lied gespielt, das den Bau dieses Hochhauses beschreibt und dessen letzte Strophe folgenden Text hat:

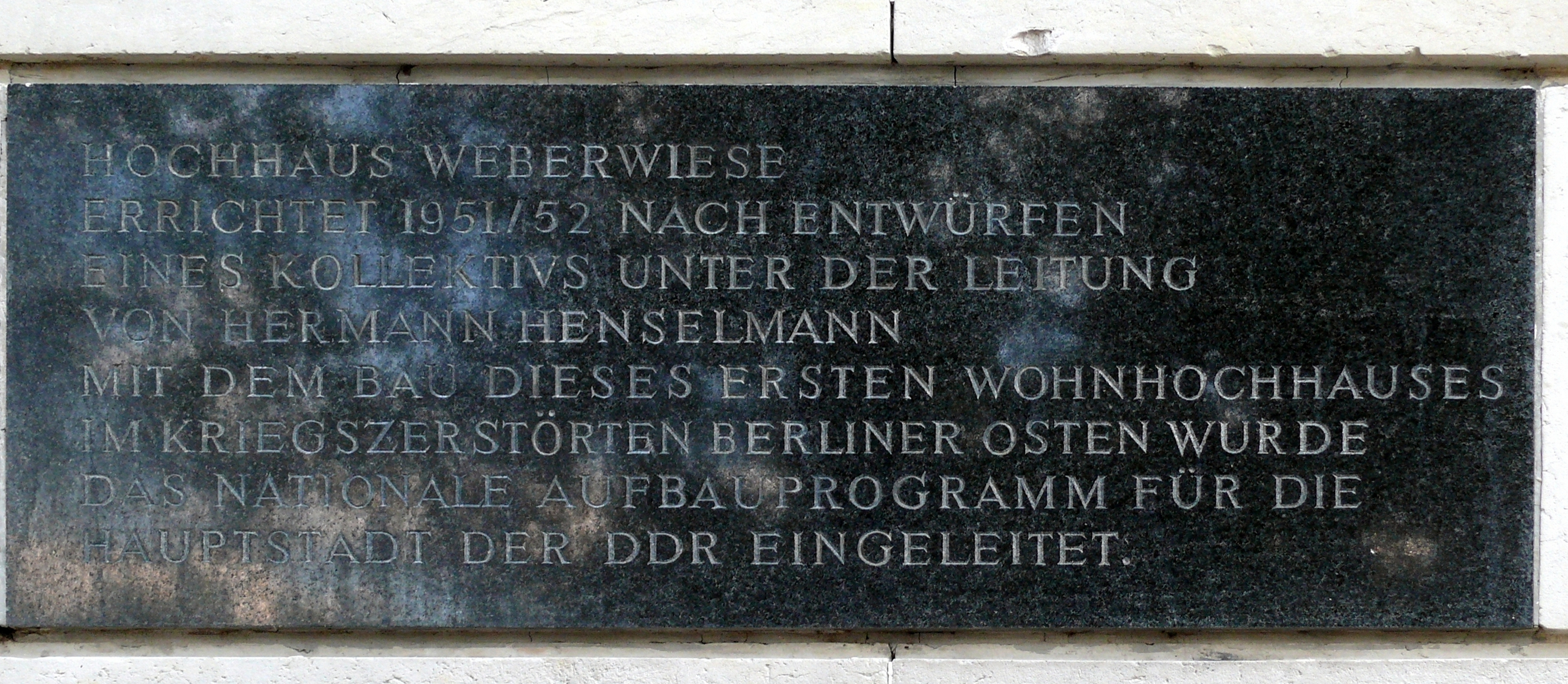
Gedenkstein

Es wächst in Berlin, in Berlin an der Spree

ein Riese aus Stein in der Stalinallee. […]

Die Spatzen vom Alex, die pfeifen es laut:

Hier wird unser neues Berlin aufgebaut!
Nach 141 Tagen, am 19. Januar 1952, fand das Richtfest statt, und symbolträchtig vermauerte der damalige Vorsitzende der FDJ, Erich Honecker, den letzten Ziegelstein. Am 1. Mai 1952 bezogen die ersten Mieter ihre Wohnungen. Es handelte sich dabei insgesamt um 30 Arbeiterfamilien, einen Volkspolizisten, einen Lehrer und einen Architekten.
Bertolt Brecht, der dem Bauwerk besondere Begeisterung entgegenbrachte, verfasste auf Bitte Henselmanns für das Hauptportal die Inschrift „Dieses Haus wurde errichtet zum Behagen der Bewohner und Wohlgefallen der Passanten.“ Allerdings wurden diese Worte schließlich nicht verwendet. In den schwarzen Marmor – der aus Hermann Görings Landsitz Carinhall stammte – wurde stattdessen ein anderer Brecht-Vers eingemeißelt: „Friede in unserem Lande, Friede in unserer Stadt, daß sie den gut behause, der sie erbauet hat.“

## Platz vor dem Hochhaus – die Weberwiese

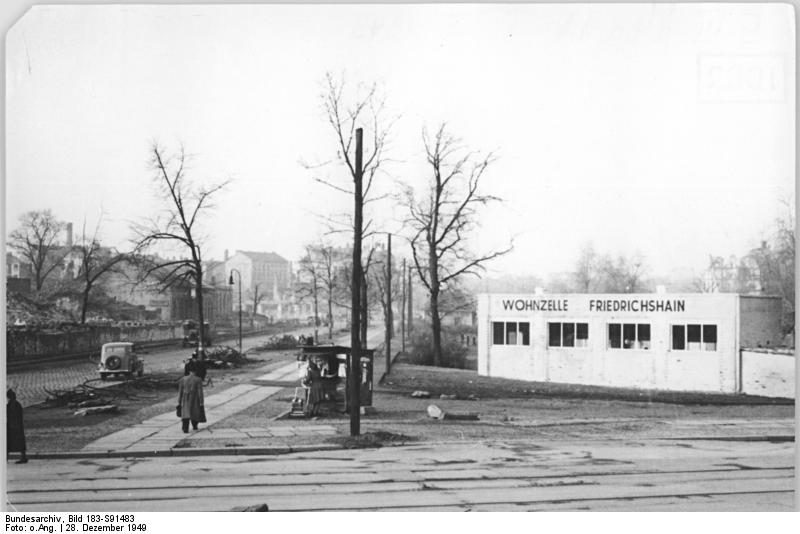
Container für die Bauleitung, 1949

Das Haus wurde nach seinem Standort an der Weberwiese benannt, wo noch Ende des 19. Jahrhunderts Familien von Färbern und Webern in Elendshütten wohnten. Die Rasenfläche diente als Bleiche für die hergestellten Stoffe. Der hier liegende Armenfriedhof war 1879 aufgelassen worden.
In der Weimarer Republik diente dieses Areal zwischen der Marchlewskistraße (bis 1950: Memeler Straße) und der Gubener Straße – die beide Straßen abschließende Hildegard-Jadamowitz-Straße entstand erst 1957 – als Stellplatz und Ausgangspunkt von Demonstrationen und Kampfumzügen. Die Berliner sprachen deshalb auch vom Roten Platz.
Schon um 1840 war die Weberwiese, die diesen Namen erst 1925 offiziell erhielt, mit 220 Ahornbäumen bepflanzt worden. In den 1920er Jahren entstanden hier ein Planschbecken und ein Kinderspielplatz. An der westlichen Ecke des Platzes (an der Ecke Frankfurter Allee / Memeler Straße) entstand im Auftrag der Stadt 1929 eine kleine Gartenanlage, in der ein Zierbrunnen aus Muschelkalk aufgestellt wurde, dessen zentrale Bronzeguss-Figur ein Stein-werfender Knabe mit einem Hund war. Die Skulptur stammte von dem Berliner Bildhauer Georges Morin (1874–1950).

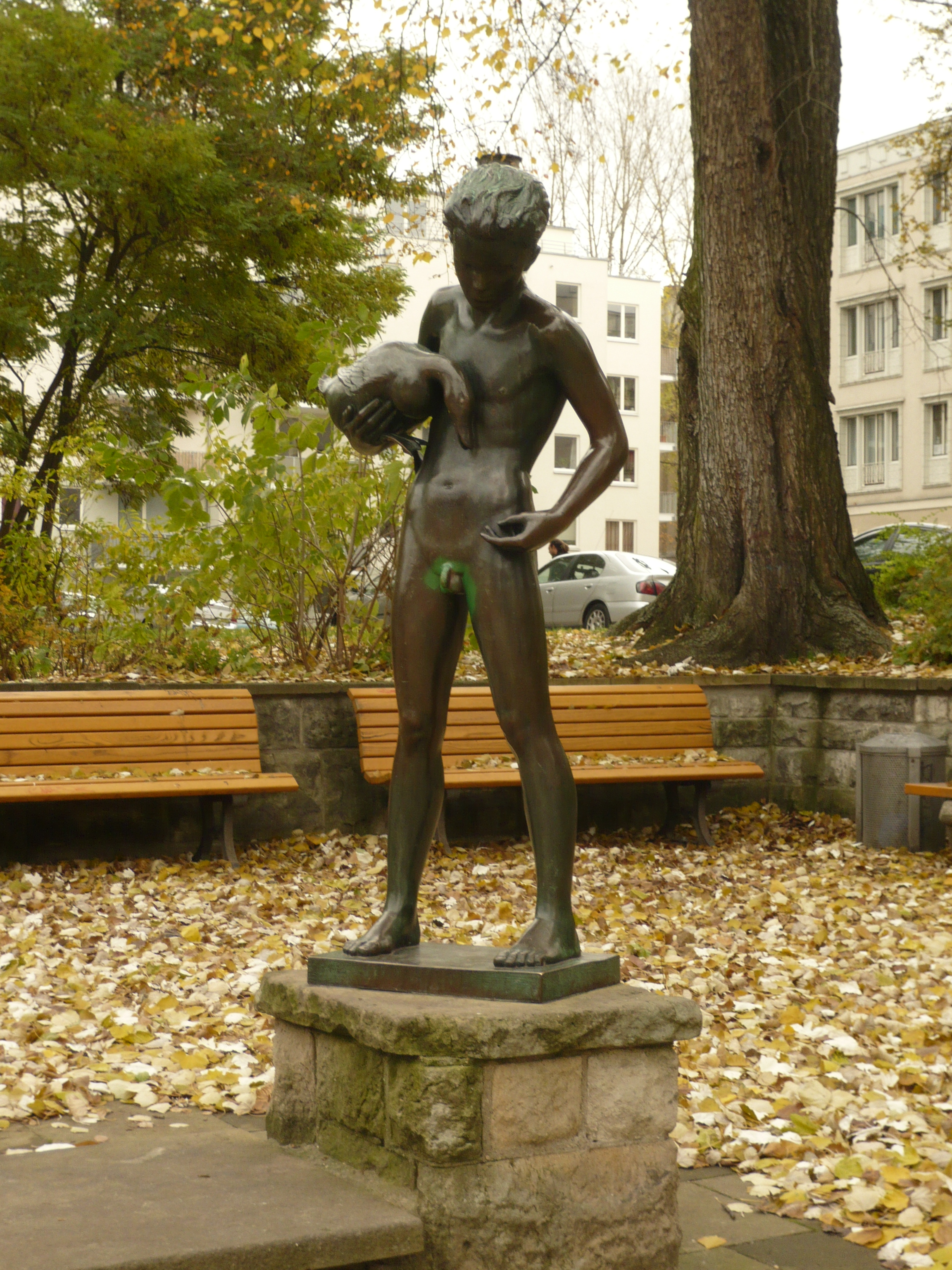
Junge mit Ente

Mit der Errichtung des Hochhauses wurde der Platz 1952–1954 nach dem Konzept des Gartenarchitekten Helmut Kruse vom Entwurfsbüro für Hochbau zu einer Grünanlage umgestaltet. Sie erhielt einen naturnah gestalteten Teich, umgebende geschotterte Wege mit Sitzgelegenheiten, einige Bäume und Büsche und die Bronzeskulptur Junge mit Ente auf einem Kalksteinsockel am Teich, die ebenfalls von Georges Morin gestaltet worden war (zwischen 1920 und 1930). Manch einer sieht in der Figur auch Hans im Glück. 1988 wurde im Teich ein mehrstrahliger Springbrunnen in Betrieb genommen.
Das Landesdenkmalamt charakterisiert den von Kruse erzielten Zusammenhang zwischen Park und Hochhaus so: „Das Hochhaus wurde hier ganz im Sinne des traditionellen Landschaftsgartens als in wechselnden Ansichten erlebbares Parkgebäude inszeniert.“
Die U-Bahn-Station der Linie U5 an der Karl-Marx-Allee wird seit 1992 als Weberwiese geführt. Vorher hieß diese seit 1930 mit der Eröffnung U-Bahnhof Memeler Straße und mit der Straßenumbenennung 1950 U-Bahnhof Marchlewskistraße.
Am westlichen Rand der Grünfläche (Gubener Straße 3) trägt eine Kiezgaststätte den Namen Weberwiese.

## Das Gebäude seit den 1990er Jahren
Das Hochhaus wird seit seiner Sanierung in den 1990er Jahren nach wie vor als Wohnhaus genutzt. Die Dachterrasse und der Wintergarten sind jedoch nicht mehr zugänglich, da die Tragfähigkeit des Daches nicht gewährleistet ist.